# Joe Abercrombie
Joe Abercrombie (ur. 31 grudnia 1974 w Lancaster) – brytyjski pisarz fantasy i montażysta filmowy. Jest autorem trylogii Pierwsze prawo.

## Życiorys
Abercrombie urodził się w Lancaster w Anglii. Uczęszczał do Lancaster Royal Grammar School, a następnie studiował psychologię na Uniwersytecie Manchesterskim. Już wtedy rozpoczął pisanie trylogii fantasy, jednak pomysł ten został szybko zarzucony.
Po studiach zamieszkał w Londynie, gdzie znalazł pracę w telewizji. Dwa lata później rozpoczął samodzielną karierę jako montażysta filmowy na zlecenie. W 2002 roku wrócił do pracy nad Pierwszym prawem. Tom pierwszy, Samo ostrze, został ukończony w 2004 roku i opublikowany w 2006 przez wydawnictwo Gollancz. Kontynuacja książki pt. Nim zawisną na szubienicy ukazała się w 2007 roku, a ostatni tom trylogii – Ostateczny argument królów w 2008. Samodzielna, choć osadzona w tym samym uniwersum powieść, Zemsta najlepiej smakuje na zimno, została wydana w czerwcu 2009. Kolejną samodzielną powieść pt. Bohaterowie wydano w styczniu 2011. W Polsce jego książki zostały wydane przez wydawnictwa ISA, MAG oraz Rebis.
W 2022 zapowiedział nową trylogię fantasy, której pierwszą częścią miał być The Devils. 
Nominowany do Nagrody Campbella dla najlepszego nowego pisarza. Dwa razy nominowany do British Fantasy Award: w 2010 za powieść Zemsta najlepiej smakuje na zimno oraz w 2012 za Bohaterów. W 2015 jego książka Pół Króla wygrała Nagrodę Locusa w kategorii powieść młodzieżowa.
Abercrombie obecnie mieszka z żoną Lou i trójką dzieci – Grace, Eve i Teddy – w Bath.

## Publikacje
- trylogia Pierwsze prawo
  - Samo ostrze, ISA, 2008 (1. wyd.); Ostrze, MAG, 2015 (2. wyd.) (The Blade Itself, Gollancz, 2006)
  - Nim zawisną na szubienicy, ISA, 2011 (1. wyd.); Nim zawisną, MAG, 2016 (2. wyd.) (Before They Are Hanged, Gollancz, 2007)
  - Ostateczny argument królów, MAG, 2013 (1. wyd.); Ostateczny argument, MAG, 2016 (2. wyd.) (Last Argument of Kings, Gollancz, 2008)

- trylogia Morze Drzazg
  - Pół Króla, Rebis, 2015 (Half a King, Harper Voyager, 2014)
  - Pół Świata, Rebis, 2015 (Half the World, Harper Voyager, 2015)
  - Pół Wojny, Rebis, 2016 (Half a War, Harper Voyager, 2015)

- samodzielne utwory osadzone w uniwersum Pierwszego prawa
  - Zemsta najlepiej smakuje na zimno, MAG, 2012 (Best Served Cold, Gollancz, 2009)
  - Bohaterowie, MAG, 2012 (The Heroes, Gollancz, 2011)
  - Czerwona kraina, MAG, 2013 (A Red Country, Gollancz, 2012)
  - Ostre cięcia, MAG, 2016 (Sharp Ends, Orbit, 2016)

- trylogia Epoka Obłędu
  - Szczypta nienawiści, Mag, 2019 (A Little Hattred Gollancz, 2019)
  - Kłopotliwy pokój, Mag, 2021 (The Trouble With Peace Gollancz, 2020)
  - Mądrość tłumu, Mag 2022 (The Wisdom Of Crowds, Gollancz, 2021)

- inne powieści
  - Diabły, Mag, 2025 (The Devils, Gollancz, 2025)

- opowiadania
  - Parszywa robota (The Fool Jobs) – wydane w antologii Miecze i mroczna magia (Swords and Dark Magic, 2010)
  - Yesterday, Near a Village Called Barden – dołączone jako dodatek do specjalnego wydania, dostępnego w Waterstones
  - Też mi desperado (Some Desperado) - wydane w antologii Niebezpieczne Kobiety, 2015 (Dangerous Woman, 2013)
  - Czasy są ciężkie dla wszystkich (Tough Times All Over) - wydane w antologii Łotrzyki, 2015 (Rogues, 2014)